# 謝賓王
謝賓王，山东青州府臨淄縣人，清朝初年政治人物。

## 生平
明崇禎十二年（1639年）舉己卯科山東鄉試，清軍入關後，謝賓王應顺治三年（1646年）春闈，登三甲进士。官至江西南康府推官。

## 著作
著有《兰雪堂诗集》，收錄于《四库全书》。